# Рудський монастир
Рудський Троїцький монастир — чоловічий монастир в селі Рудь Сороцького району Молдови.
На території монастиря розташовуються дві церкви — «Святої Трійці» та «Святого Димитрія».

## Історія

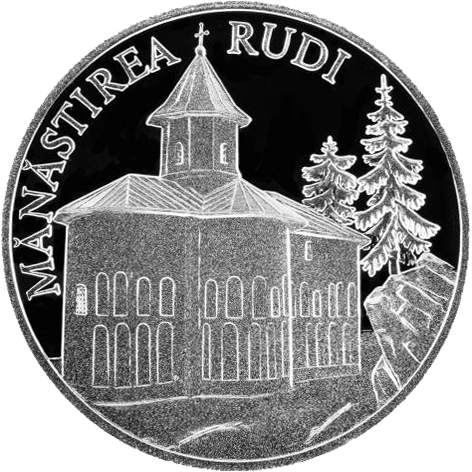
Реверс

Згідно з написами, що збереглися в Троїцькій церкві, яка є центром комплексу, він був закладений в 1777 році на землях місцевих поміщиків братів Рудь на гроші подільського купця Дончула. Попри те, що споруда датується кінцем XVIII століття, її форми не носять відбитків готичного стилю.
Монастир збудований в абсолютно чистому, без надмірностей, стилі, характерному для молдовських релігійних споруд XV століття. За радянських часів на території монастиря знаходився дитячий інтернат, в 1992 році комплекс знову був переданий церкві, і зараз там діє чоловічий монастир.

## Галерея

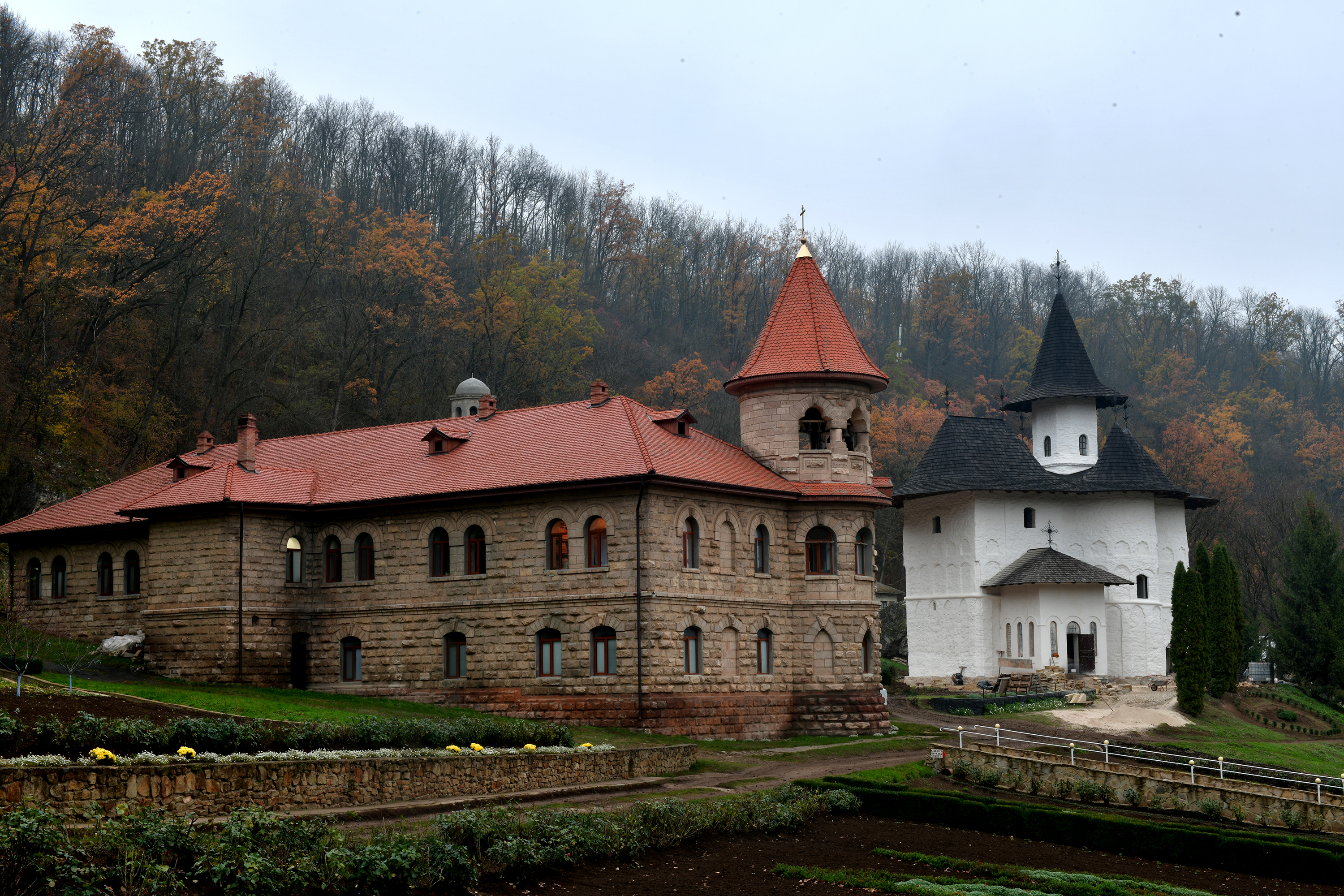
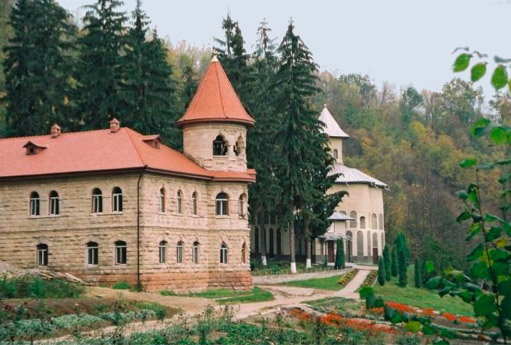
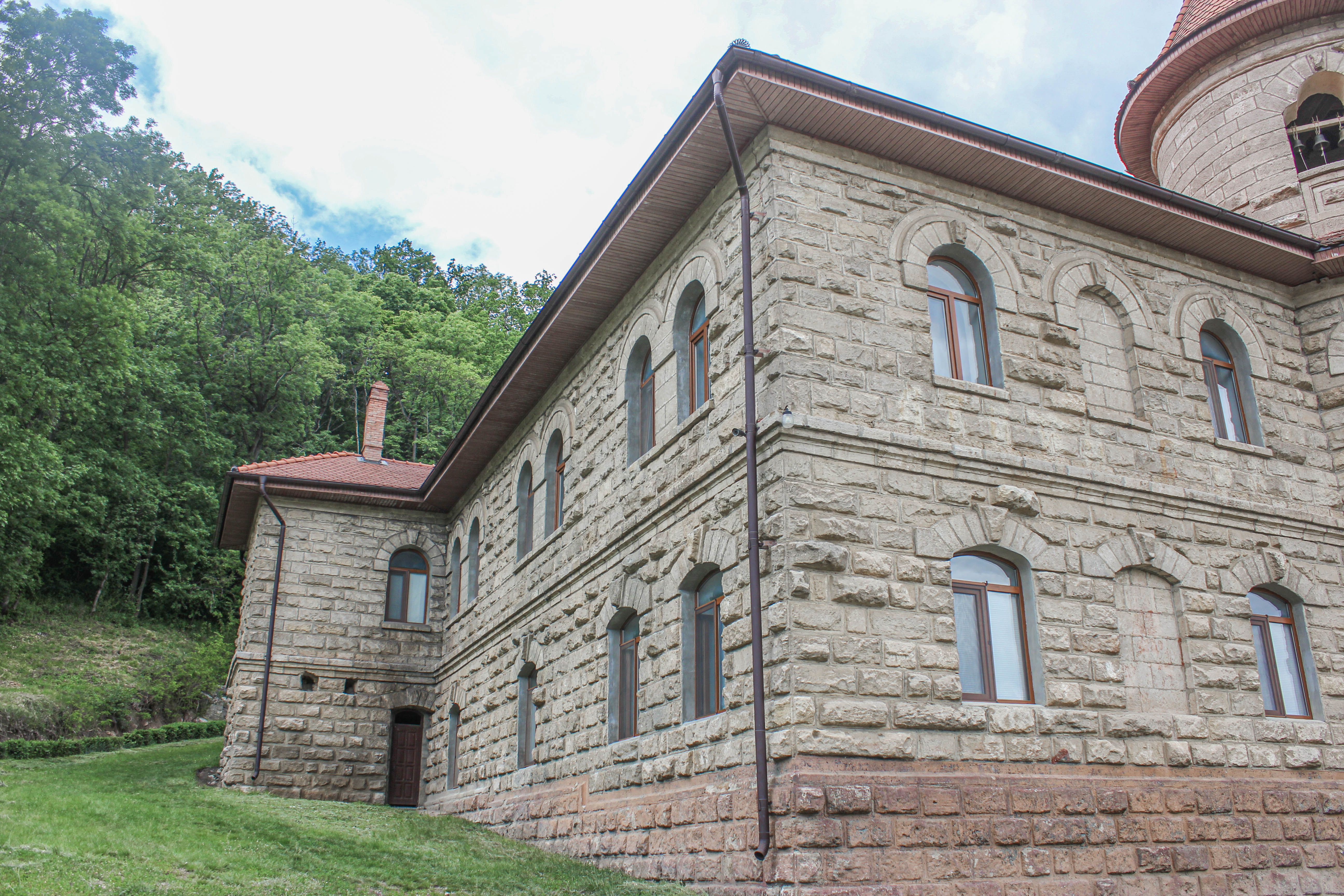
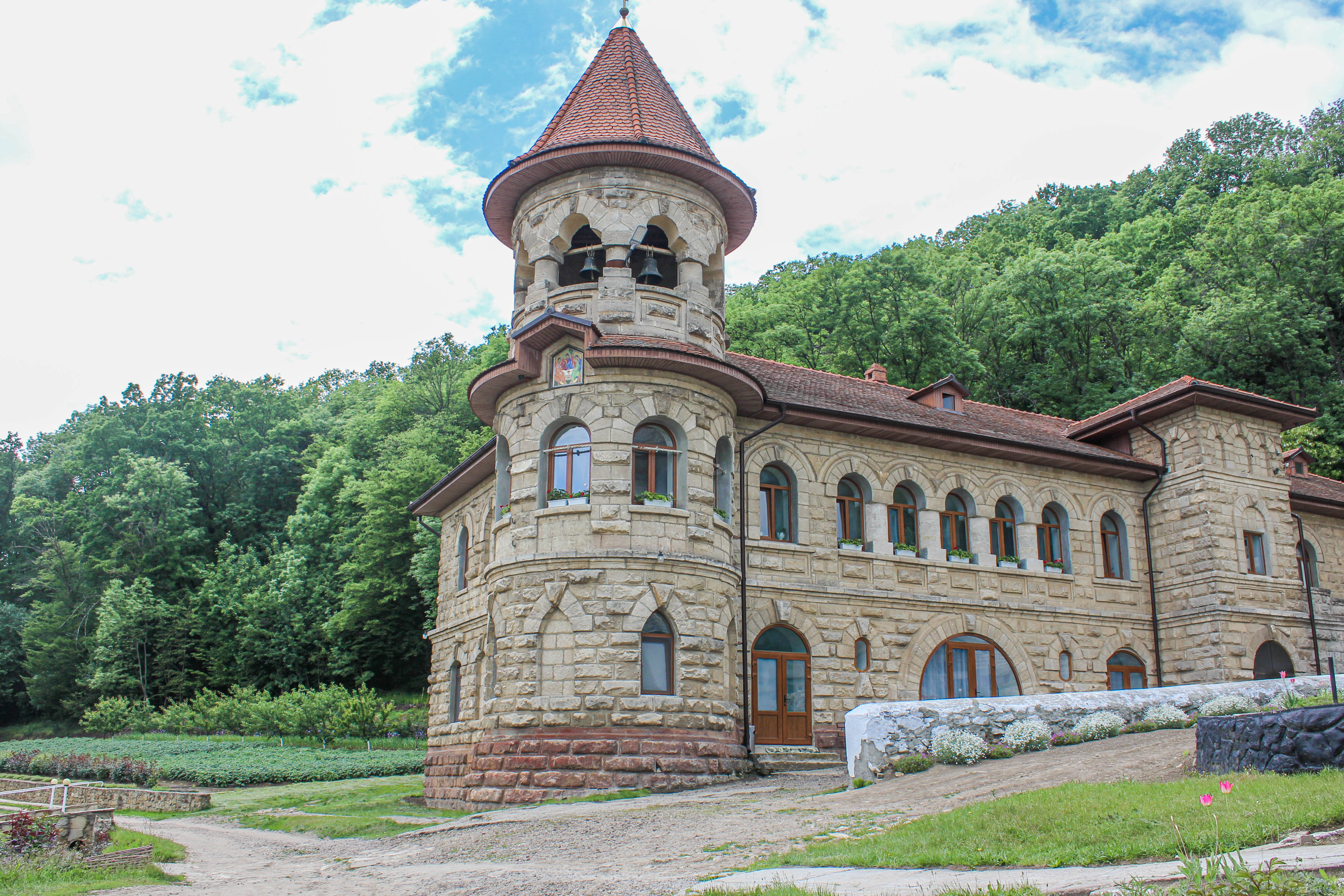

## Монастир на монеті
Національний банк Молдови 25 грудня 2000 року випустив в обіг як платіжний засіб та в нумізматичних цілях срібну пам'ятну монету якості пруф із серії «Монастирі Молдови» — Монастир Рудь, номіналом 50 лей.
В центрі — рельєфне зображення монастиря з фрагментами пейзажу; У верхній частині, по колу монети — заголовними буквами викарбувано напис «MĂNĂSTIREA RUDI».